# Costalimaspis eugeniae
Costalimaspis eugeniae är en insektsart som beskrevs av Ernest Lepage 1937. Costalimaspis eugeniae ingår i släktet Costalimaspis och familjen pansarsköldlöss. Inga underarter finns listade i Catalogue of Life.